# Wim Wenders
Wim Wenders, vlastním jménem Ernst Wilhelm Wenders, (* 14. srpna 1945 Düsseldorf) je německý filmový režisér, fotograf a producent.

## Život
Po absolvování gymnázia studoval Wim Wenders lékařství (1963-64) a filozofii (1964-65) ve Freiburgu a Düsseldorfu. Ze školy však odešel a v roce 1966 se odstěhoval do Paříže, kde se živil jako malíř. V té době se začal zajímat o film a v roce 1967 se vrátil do Düsseldorfu, kde pracoval v pobočce United Artists. V letech 1967 až 1970 studoval Vysokou filmovou a televizní školu (HFF) v Mnichově. Současně psal filmové kritiky pro časopis FilmKritik, mnichovský deník Süddeutsche Zeitung a také pro časopis Der Spiegel. Koncem 60. let natočil 11 dokumentárních filmů.
Jeho prvním dlouhometrážním filmem a současně diplomovou prací byl film Summer in the City (Léto ve městě) věnovaný skupině Kinks. Roku 1974 založil vlastní firmu Wim Wenders Produktion. Nyní přednáší na Vysoké škole pro výtvarná umění v Hamburku.

## Ocenění

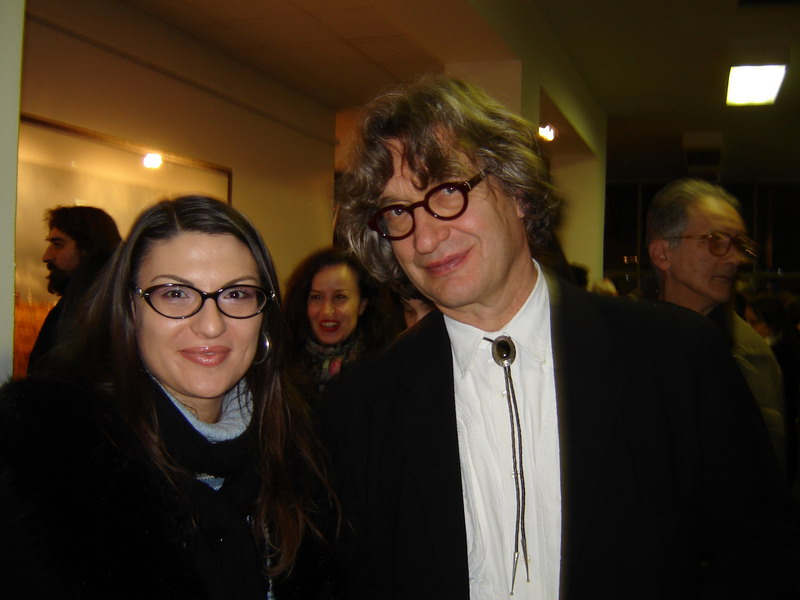
Sanja Avramović a Wim Wenders, 2006

Za film Stav věcí z roku 1982 získal Zlatého lva na Mezinárodním filmovém festivalu v Benátkách. Zlatou palmou byl na filmovém festivalu v Cannes oceněn film Paříž, Texas (1984) natočený v amerických exteriérech. V Cannes byl také oceněn za režii filmu Nebe nad Berlínem (1987), alegorického příběhu o andělovi, který se vzdává své nesmrtelnosti a nadpřirozené moci pro pozemskou lásku.
Roku 1989 mu byl udělen čestný doktorát na pařížské Sorboně, v roce 2005 byl oceněn německou cenou Pour le Mérite.

## Filmografie
- 1967 – Schauplätze
- 1968 – Same player shoots again
- 1969 – Silver City
- 1969 – Alabama: 2000 Light years from home
- 1969 – Drei amerikanische LPs (pro TV)
- 1970 – Polizeifilm (TV)
- 1970 – Summer in the City
- 1972 – Die Angst des Tormanns beim Elfmeter
- 1972 – Der scharlachrote Buchstabe
- 1974 – Alice in den Städten
- 1974 – Aus der Familie der Panzerechsen, (TV)
- 1975 – Falsche Bewegung
- 1976 – Im Lauf der Zeit
- 1977 – Der amerikanische Freund
- 1980 – Nick's Film - Lightning Over Water
- 1982 – Hammett
- 1982 – Stav věcí (Der Stand der Dinge)
- 1982 – Reverse Angle
- 1982 – Chambre 666
- 1984 – Paříž, Texas (Paris, Texas)
- 1985 – Tokyo-Ga
- 1987 – Nebe nad Berlínem (Der Himmel über Berlin)
- 1989 – Yamamoto - Aufzeichnungen zu Kleidern und Städten
- 1991 – Bis ans Ende der Welt
- 1993 – Tak daleko, tak blízko (In weiter Ferne, so nah!)
- 1994 – Lisbon Story
- 1995 – Die Gebrüder Skladanowsky
- 1997 – Am Ende der Gewalt
- 1999 – Buena Vista Social Club
- 2000 – The Million Dollar Hotel
- 2001 – Junimond
- 2002 – Viel passiert - Der BAP Film
- 2002 – povídka Twelve Miles to Trona v projektu Dalších deset minut (Ten Minutes Older)
- 2003 – The Soul of a Man
- 2004 – Land of Plenty
- 2004 – Don't Come Knocking

## Ocenění
- Cena za kulturu Německé fotografické společnosti
- Evropská filmová cena za celoživotní dílo